# 함열출장소
함열출장소는 익산시 북부인 함열읍, 함라면, 웅포면, 성당면, 용안면, 낭산면, 망성면, 용동면을 관할하던 출장소였다. 이들 지역은 조선시대에 함열군과 용안군이었다.